# 杨梅镇 (化州市)
杨梅镇是中华人民共和国广东省茂名市化州市下辖的一个乡镇级行政单位。

## 行政区划
杨梅镇下辖以下地区：
杨梅社区、杨梅村、北亨村、木平村、福境村、杜村、低涌村、坡嘴村、和平村、那新村、米西村、平塘村、水埠村、竹根园村、泊头村、官地村、滨江村、浪山村、古岭村和乐岭村。